# Lulzim Peci
Lulzim Peci född 6 juli, 1966 i Mitrovica; Jugoslavien, var  Kosovos första officiella ambassadör i Sverige . Ilir Dugolli har sedan 2013 efterträtt Lulzim Peci som beskickningschef för Kosovos ambassad i Stockholm.
Peci har elektroingenjörsutbildning från Universitetet i Pristina; Kosovo och har även en magisterexamen i internationella relationer från universitetet Institute Ortega y Gasset i Madrid; Spanien. Lulzim Peci har arbetat som universitetslektor i nationell och internationell säkerhetspolitik i Prizren, Kosovo. Han har dessutom grundat två frivilligorganisationer, Kosovar Institute for Policy Research and Development(KIPRED) samt Kosovar Civil Society Foundation.

## Kronologisk tidslinje

### Uppdrag
- 2010 - 2013   Kosovos ambassadör i Stockholm, Sverige [3].
- 2008 - Föreläsare på American University in Kosovo i Pristina, Kosovo
- 2007 - 2008 - Lärare om nationell och internationell säkerhet på Högskolan i Prizren, Kosovo
- 2002 - 2009 - Grundare och verkställande direktör för Kosovar Institute for Policy Research and Development (KIPRED) i Pristina, Kosovo.
- 1999 - 2003 - Grundare och verkställande direktör för Kosovar Civil Society Foundation (KCSF) i Pristina, Jugoslavien.
- 1996 - 1998 - forskare på Kosovo Center for International Studies (KCIS) i Pristina, Jugoslavien.

### Medlemskap i professionella organisationer
- 2008 – 2009  Member of the Board of Trustees, American University in Kosovo, Pristina, Kosovo
- 2008 – 2009  Member of the Advisory Board, Balkans Mosaic Foundation, Sofia, Bulgarien
- 2008 - 2009  Member of the Board of Directors, Center for Democracy and Reconciliation in South Eastern Europe, Thessaloniki, Greece
- 2008 – 2009  Member of the Council of the Foreign Policy Club, Pristina, Kosovo

### Gästföreläsningar
- Geneva Center for Democratic Control of Armed Forces (DCAF)[4] 2005, 2006, 2007
- Geneva Center for Security Policies (GCSP)[5] 2006, 2008, 2009

### Utbildning
- 1998 – 1999 Mastersutbildning i Internationella relationer, Universitetet Institute Ortega y Gasset[6], Madrid, Spanien
- 1986 – 1991 Elektroingenjörsutbildning, Prishtinas universitetet, Prishtina, Jugoslavien